# ایستگاه متروی آلدگیت شرقی
ایستگاه متروی آلدگیت شرقی (انگلیسی: Aldgate East tube station) یکی از ایستگاه‌های خط ناحیه و خط همرسمیت و سیتی متروی لندن است.
این ایستگاه که در ناحیه وایت‌چپل قرار دارد در سال ۱۸۸۴ میلادی تأسیس شده‌است.